# Gräfendorf
Gräfendorf è un comune tedesco di 1 411 abitanti, situato nel circondario del Meno-Spessart nel distretto della Bassa Franconia nel land della Baviera.
È bagnato dalla Saale di Franconia, un affluente del Meno.